# اصغر سلیمی
اصغر سلیمی، پزشکـ، چهره سیاسی مستقل و نماینده پیشین مردم سمیرم، در دهمین و یازدهمین دوره مجلس شورای اسلامی است.

## نماینده سمیرم در مجلس دهم و یازدهم
در دهمین دوره انتخابات مجلس شورای اسلامی، اصغر سلیمی، در لیست ائتلاف فراگیر اصلاح طلبان: گام دوم در سمیرم حضور داشت و در در دور دوم توانست با ۱۶٬۳۵۷ رأی از مجموع ۲۸٬۷۳۷ رأی مأخوذه صحیح بعنوان نماینده منتخب سمیرم، وارد مجلس دهم شود. نامبرده همچنین در  یازدهمین دوره انتخابات مجلس شورای اسلامی توانست در مرحله دوم انتخابات، در مهر ماه ۱۳۹۹ راهی مجلس شود. وی در دوره دهم در کمیسیون امور داخلی و شوراها و در دوره یازدهم در کمیسیون اقتصادی مجلس عضویت داشت.